# Gmina Polska Związek Polaków
Gmina Polska Związek Polaków w Wolnym Mieście Gdańsku – organizacja powstała 23 maja 1937, z połączenia Gminy Polskiej (istniejącej od 1921) i Związku Polaków (powstałego w 1933). Głównym celem połączenia było zakończenie rozbicia Polonii gdańskiej i zakończenie rywalizacji między obiema organizacjami.

## Historia
Prezesem nowej organizacji został Bronisław Budzyński ze Związku Polaków, a wiceprezesem - Antoni Lendzion z Gminy Polskiej. 
Zarząd Główny GPZP, wybierany na zebraniu Rady Delegatów, składał się z 23 osób i był podzielony na osiem wydziałów: organizacyjny, finansowy, kościelno-oświatowy, opieki społecznej, zawodowo-gospodarczy, polityczno-propagandowy, młodzieżowy i wydział Polek. Ponadto w ramach GPZP istniały: Kasa Pogrzebowa, Straż Porządkowa, Polska Rada Kultury, Polska Rada Młodzieżowa, Polski Komitet Niesienia Pomocy Zimowej oraz Komitet Pomocy Dzieciom.

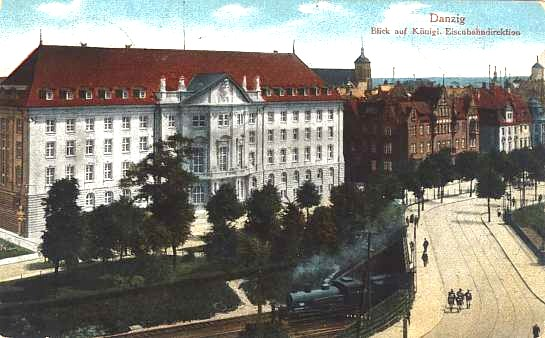
Gmach Dyrekcji Kolei w Gdańsku, siedziba organizacji

Zarządowi Głównemu podlegały filie terenowe (w 1938 było na terenie Wolnego Miasta Gdańska 9 filii miejskich i 17 wiejskich) oraz koła, które działały w większych urzędach i przedsiębiorstwach.
GPZP głosiła hasła walki w obronie języka polskiego, o polską szkołę i o całkowite równouprawnienie ludności polskiej z niemiecką. Kierownicy i zarządy filii mieli dbać o pracę wychowawczą. W akcji propagandowej GPZP ważną rolę odgrywał organ prasowy "Straż Gdańska" (wcześniej organ Związku Polaków). Dużą rolę przywiązywano do organizacji obchodów świąt państwowych oraz Święta Morza, organizowanego wówczas rokrocznie w Gdyni.
W trudnych warunkach GPZP prowadziła walkę z rosnącym naporem niemieckich szowinistów, domagających się coraz natarczywiej przyłączenia Gdańska do Niemiec. Dążeniom tym towarzyszyły mniej lub bardziej zorganizowane wystąpienia antypolskie.
Siedzibą Zarządu Głównego GPZP był gmach byłej dyrekcji kolei przy ul. Dyrekcyjnej (Am Olivaer Tor 2-4) w Gdańsku (po wojnie jest to ponownie siedziba Północnej DOKP).